# Ignorantbröder

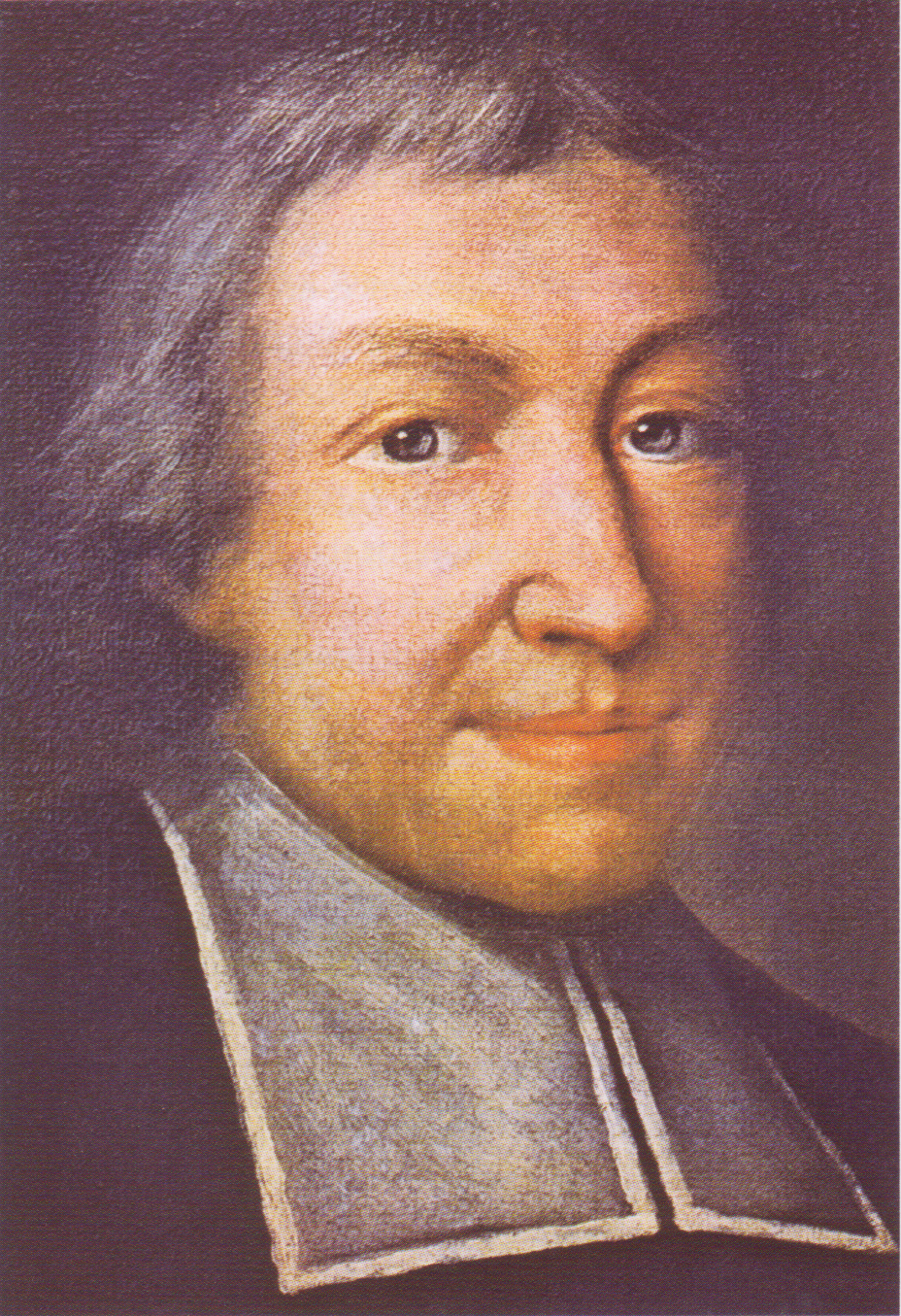
Jean Baptiste de La Salle.

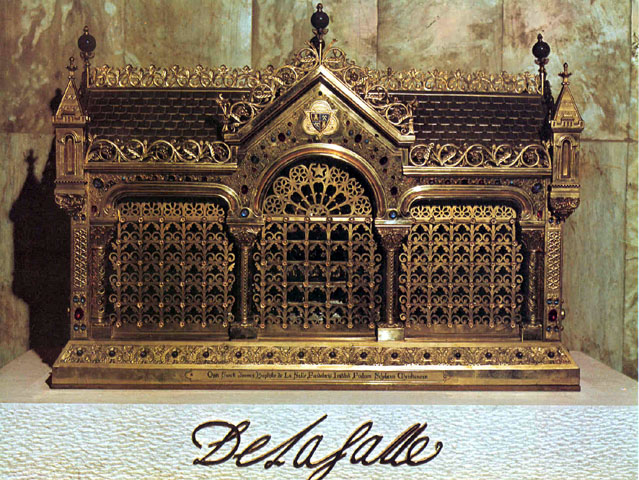
Jean Baptiste de La Salles relikvarium i Casa Generalizia i Rom.

Ignorantbröder, franska: Fréres ignorantins, latin: Fratres ignorantiæ eller Fratres Scholarum Christianorum, förkortas: FSC, är en romersk-katolsk lekmannakongregation, stiftad 1681 i Reims av kaniken Jean Baptiste de La Salle. Hans religiösa attribut är hans utsträckta högerarm som pekar uppåt, instruerande tvenne pojkar som står honom helt nära, därjämte böcker.

## Verksamhet och historik
Kongregationens medlemmar benämns även efter sin verksamhet Kristna skolans bröder (franska: Fréres des écoles chrétiennes) och efter ordenshuset S:t Yon i Rouen S:t Yon-bröder. Deras uppgift var att avgiftsfritt undervisa gossar i religionens första grunder. Deras skolor har genom åren undervisat miljontals. De fördrevs under franska revolutionen, men återvände 1803 till Lyon, som blev kongregationens nya vagga. Den erhöll statsauktorisation 1808 och utbredde sig åter raskt, med ledningen förlagd till Paris. Den står i organisation och anda nära jesuitorden. I Preussen var de mellan 1827 och 1917 förbjudna.

## Idag
Idag, 2010, finns de i Australien, Belgien, Burkina Faso, Brasilien, Colombia, England, Ecuador, Egypten, Filippinerna, Kanada, Mexiko, Panama, Spanien, Levanten, de flesta stater i Nordafrika och Frankrikes utomeuropeiska departement (DOM), inalles omkring 80 länder. Deras högkvarter är sedan 1937 i Rom med ledaren Álvaro Rodríguez Echeverría som 2000 efterträdde John Johnston. De driver inga skolor i Sverige. Deras antal kan räknas till cirka 70 000.